# Comtat de Cornwall
El Comtat de Cornwall (en anglès: County of Cornwall) és el més occidental dels tres comtats històrics en què es divideix Jamaica. Actualment, no té significació administrativa, ja que l'organització territorial de Jamaica es basa avui en dia en les parròquies. El comtat es divideix en cinc parròquies, i hi ha Montego Bay, la segona ciutat més gran de l'illa.

## Història
Els tres comtats de Jamaica foren establerts el 1758 per facilitar l'establiment dels tribunals dins el sistema d'administració territorial de justícia britànic del moment.
 Cornwall, com que era el comtat més occidental, rebé aquest nom mercès al fet que també duu aquest nom el comtat més occidental d'Anglaterra. Savanna-la-Mar era la capital del comtat.

## Parròquies

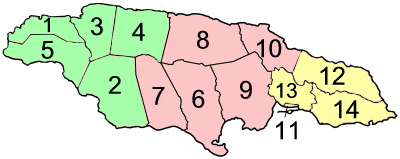
Divisió territorial de Jamaica. El comtat de Cornwall és en color verd.

| Comtat de Cornwall |                    |          |                    |                |
| Al mapa            | Parròquia          | Àrea km² | Població Cens 2011 | Capital        |
| 1                  | Hanover            | 450.4    | 69.533             | Lucea          |
| 2                  | Saint Elizabeth    | 1,212.4  | 150.205            | Black River    |
| 3                  | Saint James        | 594.9    | 183.811            | Montego Bay    |
| 4                  | Trelawny Parish    | 874.6    | 75.164             | Falmouth       |
| 5                  | Westmoreland       | 807.0    | 144.103            | Savanna-la-Mar |
|                    | Comtat de Cornwall | 3,939.3  | 622.816            |                |
|                    | Total de Jamaica   | 10,990.5 | 2.697.983          | Kingston       |